# Маклауд, Малкольм
Малкольм Маклауд (гэльск.  Gille Caluim MacLeòid; 1296—1370) — 3-й глава клана Маклаудов. Малкольм и его родственник Торкил — первые вожди Маклаудов, упоминаемые в исторических записях. Традиция клана утверждает, что он был величайшим героем клана, и связывает его с происхождением клановой реликвии, известной как Рог сэра Рори Мора. Говорят, что к старости он сильно располнел и был известен как «Хороший толстый Малкольм» или «Малкольм толстоногий». По традиции он был похоронен на Ионе. Сын Малкольма, Иэн Сиар Маклауд, сменил его на посту главы клана.

## Биография
Малкольм традиционно считается сыном Тормода, второго вождя клана Маклауд. Традиционное мнение заключалось в том, что Тормод был внуком Леода, основателя клана; что отец Тормода, которого также звали Тормод, умер раньше Леода, и поэтому, когда Леод умер, вождь пропустил его поколение. В настоящее время считается, что «среднего» Тормода не существовало и что Малкольм был сыном Тормода и, следовательно, внуком Леода . Согласно историку клана начала XX века Р. К. Маклауду, Малкольм родился в 1296 году и стал преемником своего отца в 1320 году. Малкольм и его родственник Торкил — первые вожди Маклаудов, появившиеся в исторических записях. Их имена записаны как «Малкольм, сын Тормода МакКлойда» и «Торкил МакКлойд» в королевской грамоте, датируемой примерно 1343 годом, во время правления Давида II Брюса (1329—1371).
Рукопись Баннатайна является основным источником информации о первых вождях клана Маклауд. Считается, что это традиционное описание клана датируется примерно 1830-ми годами. В документе Малкольм описывается как величайший герой из всех Маклаудов и утверждается, что он женился на дочери сэра Нила Кэмпбелла из Лохоу, предка герцогов Аргайл. По словам историка XIX века А. Маккензи, Малькольм женился на Марте, дочери графа Мара. Р. К. Маклауд предположил, что этот граф был «седьмым», и не считал невозможным, что Малкольм мог жениться на обеих женщинах. Маклеод отметил, что оба брака имели тесные связи с семьей Роберта Брюса; и сэр Нил, и лорд Мар были женаты на сестрах Брюса (Мэри Брюс и Кристине Брюс).
Согласно одной из традиций, Рог сэра Рори Мора возник в результате победоносной встречи Малкольма с терроризирующим быком из Гленелга. Согласно клановой традиции, Малкольм был одновременно храбрым и сильным. В рукописи рассказывается история о том, как Малкольм вернулся со свидания с Кэмпбеллой, женой вождя Фрейзеров, владевшего частью земель Гленелга. Той ночью Малькольм встретил быка, который жил в лесу Гленелга и терроризировал местных жителей. Вооруженный лишь кинжалом, Малкольм убил быка и сломал ему один из рогов. Затем он унес рог в Данвеган как трофей своего мастерства. Ради этого поступка жена Фрейзера оставила мужа ради Малькольма; таким образом положив начало длительной клановой вражде между Фрейзерами и Маклаудами. Традиция гласит, что с тех пор рог остался в Данвегане и с тех пор был превращен в рог для питья, который каждый вождь должен осушить до дна одним глотком. В рукописи говорится, что с тех пор, как Малкольм победил быка, семья Маклауда из Маклауда использовала голову быка в качестве своего геральдического герба с девизом «держись крепко». Сегодня на гербе Маклаудов Маклауда изображен бык, а у клана есть рог для питья, известный как Рог сэра Рори Мора, который, как говорят, является рогом клановой традиции — он расположен в замке Данвеган с другими реликвиями.
В рукописи говорится, что в преклонном возрасте Малкольм сильно располнел, за что был известен как «Каллум Реамхар Мат» (Хороший толстый Малкольм). Также отмечено, что в мемориале 1767 года он известен как «Малкольм Койз Реамхар» («Толстоногий»). В нем говорится, что он умер в замке Сторновей во время посещения своего родственника Маклауда из Льюиса; и что он был похоронен на острове Иона, рядом со своим отцом.

## Дети
В рукописи Баннатайна говорится, что у Малькольма было четыре сына: Джон (наследник), Тормод, Мурдо и Малькольм Ог. Тормод, второй сын, жил на Бернере, Гаррис. Его потомки жили там до времен сэра Рори Мора; автор рукописи также отмечает, что в начале текста потомки Тормода жили на Паббае и называли себя «Клан Вик Гиллекаллам cas Реамхар Вик Леод». Третьему сыну Малкольма, Мурдо, остались земли Гленелга; его потомки владели этими землями в течение нескольких поколений и были известны как Маклауды из Гесто. Главу отделения Гесто всегда называли «Мак Вик Тормод». Четвертый сын Малькольма, Малькольм Ог, женился на дочери Макдаффи Колонсейского и поселился в Аргайле. В рукописи говорится, что Макrаллумы считали, что Малкольм Ог был их предком-основателем. Однако автор рукописи отмечает другое возможное происхождение Маккаллумов, о котором он узнал из другого источника. В рукописи говорится, что Малкольм стал отцом шести внебрачных сыновей от своей возлюбленной Кэмпбелл (которая ушла от мужа Фрейзера). Эти дети тогда жили в родном для матери Аргайле и считали себя септом клана Кэмпбелл. Автор рукописи утверждает, что, согласно его источнику, старейшие сенахии Маккаллумов вели свое происхождение от этих незаконнорожденных сыновей Малкольма.